# Sharlto Copley
Sharlto Copley (sinh ngày 27 tháng 11 năm 1973) là một diễn viên người Nam Phi. Anh đã đóng vai Wikus van der Merwe trong bộ phim khoa học viễn tưởng được đề cử giải Oscar District 9, Howling Mad Murdock trong bộ phim chuyển thể năm 2010 của The A-Team, Agent CM Kruger trong bộ phim khoa học viễn tưởng Elysium, James Corrigan trong bộ phim kinh dị, khoa học viễn tưởng Europa Report và vua Stefan trong bộ phim phiêu lưu giả tưởng đen tối Maleficent. Anh cũng đóng vai nhân vật chính trong bộ phim khoa học viễn tưởng Chappie, với vai Jimmy trong Hardcore Henry, và đóng vai chính trong hai mùa với vai Christian Walker của bộ phim truyền hình Powers. Sharlto đã kết hôn với nữ diễn viên và người mẫu thời trang Nam Phi Tanit Phoenix.

## Tiểu sử
Sharlto Copley sinh ra ở Johannesburg và theo học tại trường dự bị St. Andrew ở Grahamstown và trường Redhill ở Morningside, Johannesburg. Cha anh là Tiến sĩ Bruce Copley, cựu giáo sư đại học. Anh trai của anh, Donovan, là ca sĩ chính của ban nhạc Hot Water tại Cape Town.

## Sự nghiệp
Một năm sau khi rời trường trung học, Copley đã gặp đạo diễn Neill Blomkamp. Blomkamp 16 tuổi, Copley 22 tuổi và Copley cung cấp cho Blomkamp sử dụng máy tính tại công ty sản xuất của mình để hỗ trợ công ty phát triển các dự án khác nhau và cho phép Blomkamp tiếp tục theo đuổi niềm đam mê và tài năng của mình đối với thiết kế hoạt hình 3D.
Copley đóng vai chính trong bộ phim District 9 của Peter Jackson và Neill Blomkamp, vai chính của anh có tên Wikus van der Merwe, một quan chức người Afrikaner được giao nhiệm vụ di dời một chủng tộc sinh vật ngoài trái đất bất ngờ mắc kẹt trên Trái đất. Trong phim, người ngoài hành tinh, thường được gọi là "prawns", phải được chuyển từ Quận 9, một khu ổ chuột được bảo vệ bởi quân đội ở thành phố Johannesburg, Nam Phi, đến một trại thực tập bên ngoài thành phố. Copley đã ứng biến tất cả các đoạn hội thoại của mình trong phim.
Năm 2009, Copley đã giành giải Favorite Hero tại lễ trao giải Phim mùa hè của IGN  và Diễn viên xuất sắc nhất năm 2009  cho vai diễn trong District 9
Năm 2010, Copley đã sản xuất, viết và đạo diễn một phần phát biểu cho Giải thưởng Điện ảnh và Truyền hình Nam Phi có tên là "Wikus and Charlize", với sự tham gia của ngôi sao Nam Phi Charlize Theron. Đoạn clip có sự tham gia của Copley khi Wikus đang cố gắng theo dõi Charlize Theron ở Hollywood để giúp anh ta trao giải cho album nhạc Pop hay nhất của người gốc Phi.
Copley sau đó đóng cùng Liam Neeson, Bradley Cooper và Quinton "Rampage" Jackson trong bộ phim chuyển thể The A-Team, được sản xuất bởi Ridley Scott và Tony Scott. Copley đã sử dụng một phương ngữ Nam Mỹ cho vai diễn của mình là thành viên của A-Team, H. M. Murdock, và sử dụng các phương ngữ khác, bao gồm tiếng Scotland, tiếng Anh, tiếng Úc và tiếng Nam Phi bản địa của anh ta, như một phần của nhân vật với phong cách bắn súng liên thanh. Dwight Schultz, người đóng vai Murdock trong bộ phim truyền hình gốc, đã ca ngợi diễn xuất của Copley và nói Copley rằng anh là diễn viên duy nhất mà anh ta biết, là người "đúng với nhân vật của mình".
Copley cũng là đồng khách mời của WWE Raw vào ngày 7 tháng 6 năm 2010, cùng với các bạn diễn A-Team như Bradley Cooper và Quinton Jackson.
Vào năm 2013, Copley đóng vai phi hành gia hư cấu James Corrigan trong Europa Report, câu chuyện về một phi hành gia quốc tế có nhiệm vụ riêng đến mặt trăng thứ tư của sao Mộc. Cùng năm đó, Copley đóng vai đặc vụ Kruger trong Elysium, một bộ phim khoa học viễn tưởng được viết và đạo diễn bởi Neill Blomkamp, với sự tham gia của Matt Damon và Jodie Foster.
Copley đóng vai phản diện Adrian Pryce trong Oldboy một bộ phim của Spike Lee, phiên bản làm lại từ bộ phim cùng tên năm 2003 của Hàn Quốc. Ông cũng đóng cặp với Angelina Jolie trong năm 2014 bộ phim Disney Maleficent trong vai Vua Stefan, cha của công chúa Aurora và lồng tiếng cũng như ghi hình chuyển động trong bộ phim Chappie, cũng của đạo diễn Neill Blomkamp. Được phát hành vào ngày 6 tháng 3 năm 2015, Chappie là bộ phim ghi hình chuyển động của Copley.
Năm 2015, Copley được giới thiệu sẽ đóng vai Christian Walker trong loạt phim truyền hình siêu anh hùng Powers.

## Đời sống cá nhân
Copley đã có mối quan hệ với nữ diễn viên và người mẫu thời trang Tanit Phoenix kể từ tháng 1 năm 2012. Họ đã kết hôn vào ngày 15 tháng 2 năm 2016, tại Cape Town, Nam Phi. Ông thường xuyên ở và đi lại giữa Cape Town và Los Angeles. Copley và vợ Tanit có một cô con gái.

## Các phim đã đóng

### Phim điện ảnh
| Năm  | Tựa đề                          | Vai                                | Chú thích                                                         |
| ---- | ------------------------------- | ---------------------------------- | ----------------------------------------------------------------- |
| 2006 | Yellow                          | Soldier                            | Phim ngắn                                                         |
| 2006 | Alive in Joburg                 | Sniper                             | Phim ngắn; cũng là nhà sản xuất                                   |
| 2009 | District 9                      | Wikus van der Merwe                |                                                                   |
| 2010 | Wikus and Charlize              | Wikus van der Merwe                | Phim ngắn; cũng là nhà sản xuất, đạo diễn, kịch bản và kiểm duyệt |
| 2010 | The A-Team                      | Captain H.M. "Howling Mad" Murdock |                                                                   |
| 2013 | Europa Report                   | James Corrigan                     |                                                                   |
| 2013 | Elysium                         | Agent C.M. Kruger                  |                                                                   |
| 2013 | Oldboy                          | Adrian Pryce                       |                                                                   |
| 2013 | Open Grave                      | John (AKA Jonah Cooke)             |                                                                   |
| 2014 | Tiên hắc ám                     | Vua Stefan                         |                                                                   |
| 2014 | The Snow Queen 2: The Snow King | Orm (voice)                        | Lồng tiếng Anh                                                    |
| 2015 | Chappie                         | Chappie                            |                                                                   |
| 2016 | Hardcore Henry                  | Jimmy                              |                                                                   |
| 2016 | The Hollars                     | Ron Hollar                         |                                                                   |
| 2016 | Free Fire                       | Vernon                             |                                                                   |
| 2017 | God: Serengeti                  | God                                | Phim ngắn                                                         |
| 2018 | Gringo                          | Mitch Rusk                         |                                                                   |
| 2018 | God: City                       | God                                | Phim ngắn                                                         |
| 2020 | Ted K                           | Ted Kaczynski                      |                                                                   |
| 2021 | Biệt đội hải cẩu                | Hải cẩu Switch                     | Lồng tiếng                                                        |
| TBA  | The Last Days of American Crime |                                    | Sản xuất hậu kỳ                                                   |
| 2024 | Monkey Man báo thù              | Tiger                              |                                                                   |

### Phim truyền hình
| Năm     | Tựa đề | Vai              | Chú thích |
| ------- | ------ | ---------------- | --------- |
| 2015–16 | Powers | Christian Walker | 20 tập    |

### Trò chơi điện tử
| Năm  | Tựa đề   | Vai   | Chú thích                                                       |
| ---- | -------- | ----- | --------------------------------------------------------------- |
| 2016 | Payday 2 | Jimmy | Giọng nói và khuôn mặt, vai diễn lấy cảm hứng từ Hardcore Henry |

## Giải thưởng và đề cử
| Năm  | Giải thưởng                            | Hạng mục                                           | Phim đề cử | Kết quả   |
| ---- | -------------------------------------- | -------------------------------------------------- | ---------- | --------- |
| 2009 | Chicago Film Critics Association Award | Most Promising Performer                           | District 9 | Đề cử     |
| 2009 | IGN Movie Awards                       | Best Performance                                   | District 9 | Đoạt giải |
| 2009 | IGN Movie Awards                       | Favorite Summer Hero                               | District 9 | Đoạt giải |
| 2009 | Golden Schmoes Awards                  | Best Actor of the Year                             | District 9 | Đề cử     |
| 2009 | Golden Schmoes Awards                  | Breakthrough Performance of the Year               | District 9 | 2nd place |
| 2010 | Empire Award                           | Best Newcomer                                      | District 9 | Đề cử     |
| 2010 | International Cinephile Society Award  | Best Actor                                         | District 9 | Đề cử     |
| 2010 | MTV Movie Award                        | Best Scared-As-S**t Performance                    | District 9 | Đề cử     |
| 2010 | Online Film & Television Association   | Best Breakthrough Performance - Male               | District 9 | Đề cử     |
| 2010 | Online Film Critics Society Award      | Best Actor                                         | District 9 | Đề cử     |
| 2010 | Scream Award                           | Best Science Fiction Actor                         | District 9 | Đề cử     |
| 2010 | Scream Award                           | Breakout Performance - Male                        | District 9 | Đề cử     |
| 2010 | Teen Choice Award                      | Choice Movie Actor - Sci-Fi                        | District 9 | Đề cử     |
| 2016 | BTVA Voice Acting Award                | Best Male Lead Vocal Performance in a Feature Film | Chappie    | Đề cử     |